# Reinhard Matz

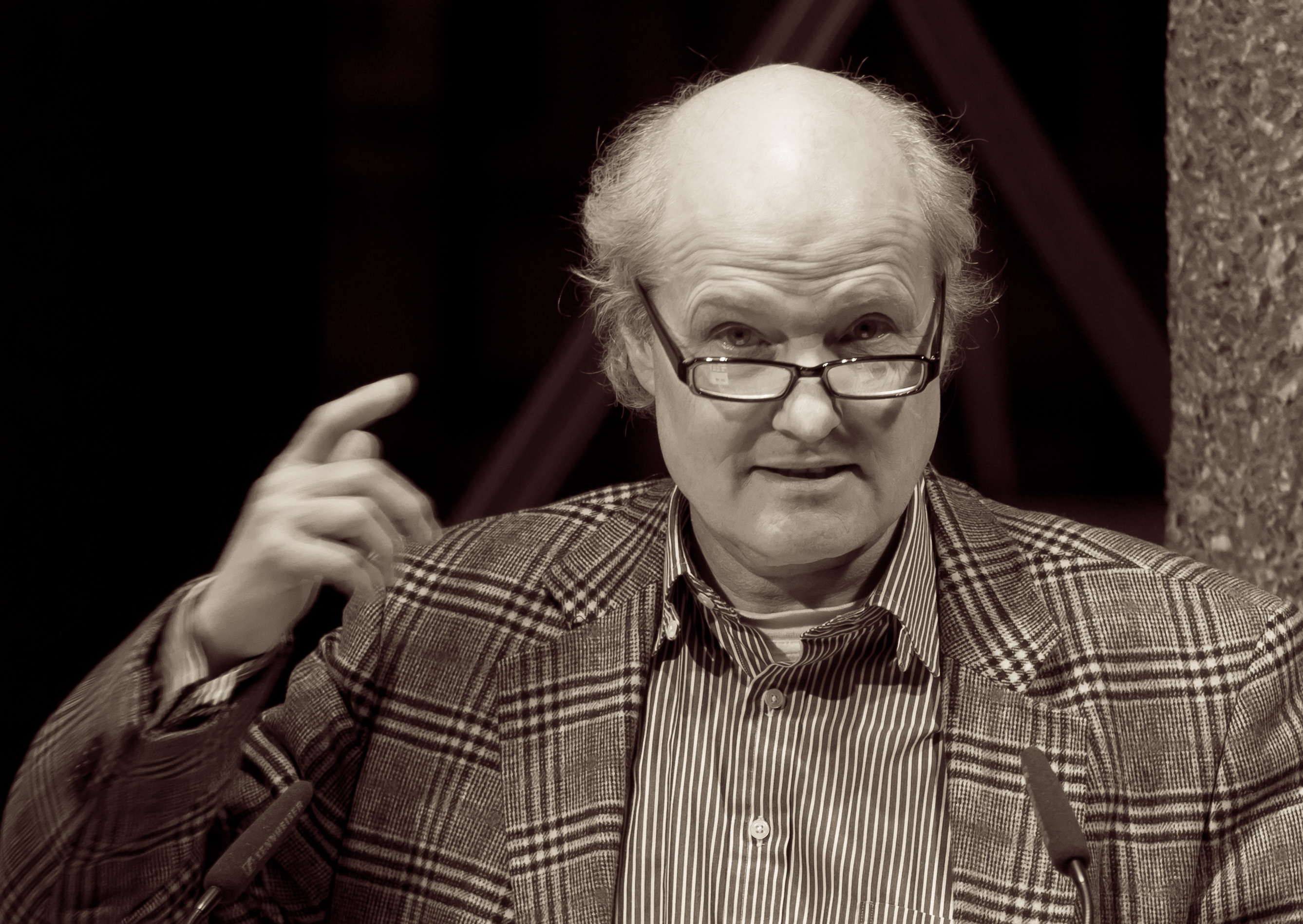
Reinhard Matz Anfang 2014

Reinhard Matz (* 2. Januar 1952 in Bremen) ist ein deutscher Fotograf, Autor und Publizist. Er war wissenschaftlicher Mitarbeiter verschiedener Kulturinstitutionen, hatte Einzel- und Gruppenausstellungen im In- und Ausland und veröffentlichte diverse Fotobildbände mit unterschiedlichen thematischen Schwerpunkten.

## Werdegang
Matz wuchs in Bremen auf und absolvierte nach seinem Abitur 1970 eine Fotografenlehre am Lette-Verein in Berlin. Im Anschluss studierte er bis 1980 Philosophie, Germanistik und Medienwissenschaft an der Freien Universität Berlin und an der Universität zu Köln mit Abschluss Magister. Parallel folgte von 1976 bis 1984 ein Studium der Künstlerischen Fotografie an der Fachhochschule Köln.
Seit 1972 ist Matz als freier Fotograf künstlerisch und mit Auftragsarbeiten tätig, 1973 beteiligte er sich an seiner ersten Gruppenausstellung, der 3. Freien Berliner Kunstausstellung; 1979 stellte er seine Arbeiten unter dem Titel Zivilisierte Landschaften in Köln und Mönchengladbach aus.
Seit 1979 war Matz Mitarbeiter verschiedener in- und ausländischer Fotografie-Zeitschriften und Tageszeitungen, darunter European Photography in Göttingen, Camera Austria in Graz und Photonews in Hamburg. Sein erstes Buch Unsere Landschaften veröffentlichte er 1980 zusammen mit Martin Manz beim DuMont Buchverlag in Köln.
In den 1980er Jahren folgten mehrere Foto- und Ausstellungsprojekte und Publikationen, darunter Industriefotografie für die Fotografische Sammlung des Museum Folkwang sowie Die unsichtbaren Lager. Das Verschwinden der Vergangenheit im Gedenken, für die Matz eine fotografische Bestandsaufnahme der Gedenkstätten ehemaliger nationalsozialistischer Konzentrations- und Vernichtungslager vornahm. In Zusammenarbeit mit dem WDR entstand über dieses Projekt 1991 der Film Die schrecklichen Museen.
In den Jahren 1988 bis 1993 nahm Matz Lehraufträge für Photoingenieurwesen an der Fachhochschule Köln, in den beiden Folgejahren für Gestaltung an der Universität Wuppertal an. Von 1992 bis 2012 war er fester freier Fotograf für die Dombauverwaltung Köln.
Für den Wettbewerb zum Denkmal für die ermordeten Juden Europas in Berlin reichte er zusammen mit Rudolf Herz 1995 einen ersten Entwurf unter dem Titel Leerstelle ein, mit dem die Künstler den 9. Platz erreichten. 1997 wurden sie zur Abgabe eines zweiten Entwurfs eingeladen, dem sie den Titel Überschrieben gaben. Er sah vor, in der Mitte Deutschlands, auf der A 7 südlich von Kassel einen Autobahnabschnitt von einem Kilometer Länge mit Kopfsteinpflaster zu versehen, das Tempo auf 30 km/h zu drosseln und am Anfang und Ende mit einer Schilderbrücke zu versehen, die die Aufschrift „Mahnmal für die ermordeten Juden Europas“ trägt. Das für das Mahnmal vorgesehene Grundstück in Berlin sollte verkauft werden und der Erlös eine Stiftung zur Unterstützung verfolgter Minderheiten finanzieren.
Für die Ausstellung und Buchpublikation Fassade.Köln sammelte Matz Gebäude-Außenansichten der eher provinziellen Art in der Großstadt Köln, die die Stadt „ästhetikresistent und fast postmodernefrei“, als „grandioses Beispiel eines stillstehenden Aschermittwochs“ präsentiert. Das Buch wurde 2005 mit dem Deutschen Fotobuchpreis in der Kategorie Fotobildbände ausgezeichnet und 2006 von einem Textband mit Beiträgen unterschiedlicher Autoren, darunter Katrin Askan, Roland Koch, Heinrich Pachl und Georg Quander, ergänzt.
Gemeinsam mit Andreas Schwarting arbeitete Matz 2007 bis 2011 an einem Ausstellungs- und Buchprojekt zu der von Walter Gropius entworfenen Bauhaus-Siedlung in Dessau-Törten.
Zusammen mit Wolfgang Vollmer erarbeitete Matz im Auftrag des Greven Verlags eine vierbändige visuelle Geschichte der Stadt Köln, die zwischen 2012 und 2020 publiziert wurde.

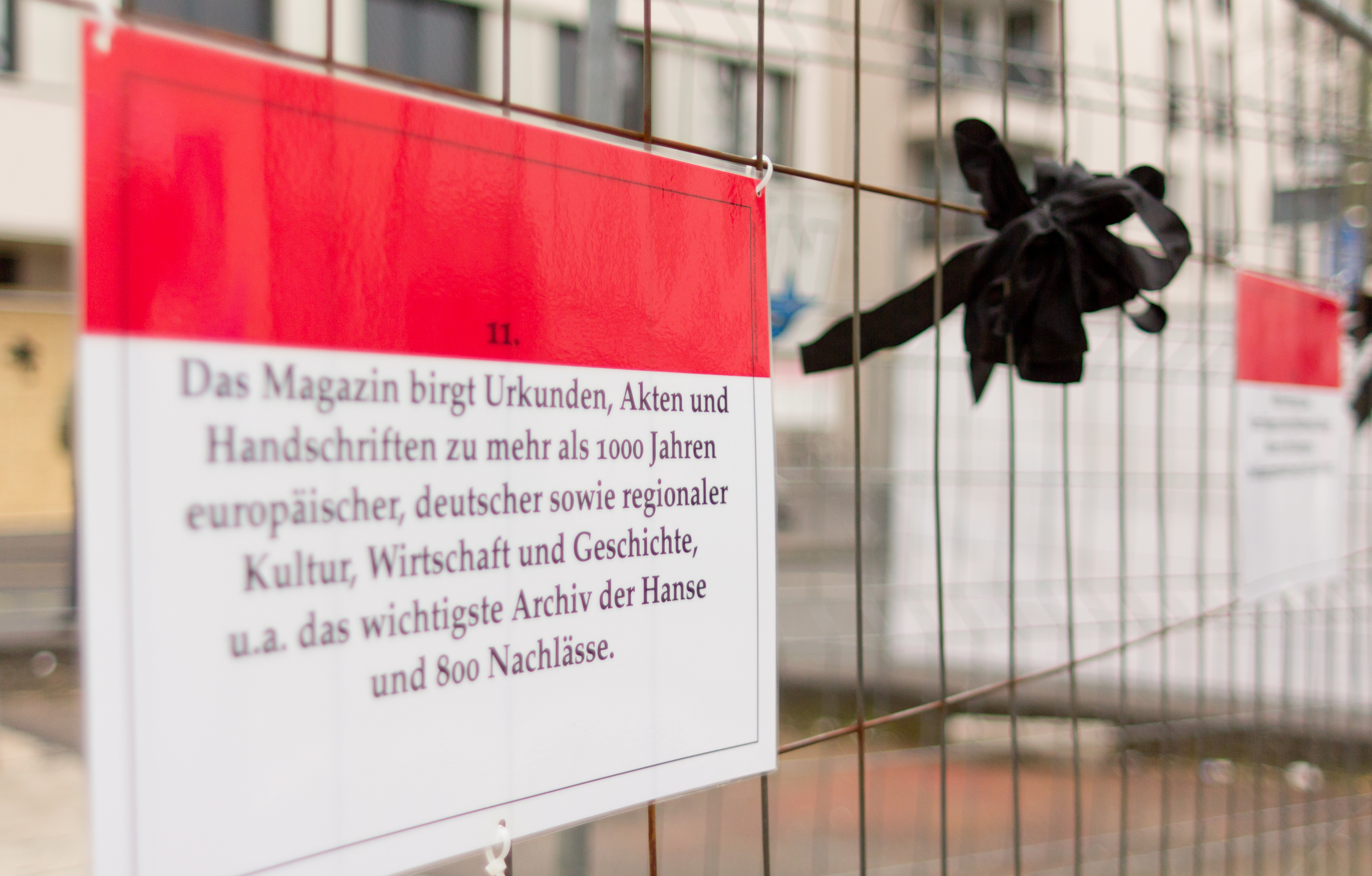
24 Sätze zu 8 Minuten am Bauzaun der Archiv-Einsturzstelle, 2014

Im Rahmen der Kölner Initiative ArchivKomplex, die sich nach dem Einsturz des Historischen Archivs künstlerisch und politisch mit dem Unglück und seinen Folgen auseinandersetzt, erzählte er 2012 entlang dem Bauzaun der Einsturzstelle mit kleinen Infotafeln – 24 Sätze[n] zu 8 Minuten – die Geschichte des „Lochs“.
Arbeiten von Reinhard Matz wurden für die Fotografischen Sammlungen zahlreicher Museen und Kulturinstitutionen angekauft, darunter das Museum für Kunst und Gewerbe Hamburg, das Jüdische und das Deutsche Historische Museum in Berlin, die Berlinische Galerie, das Folkwang Museum in Essen und das Fotomuseum München, die Fundació Joan Miró in Barcelona, das George Eastman House in Rochester, das Tokyo Metropolitan Museum of Photography sowie die MAST Foundation in Bologna.
Matz hat eine Tochter; er lebt und arbeitet in Köln.

## Publikationen (Auswahl)
- mit Martin Manz: Unsere Landschaften. DuMont Buchverlag, Köln 1980, ISBN 3-7701-1225-3.
- Industriefotografie. Aus Firmenarchiven des Ruhrgebiets. (Museum Folkwang / Schriftenreihe der Kulturstiftung Ruhr, Band 2), Essen 1987.
- mit Bodo von Dewitz (Hrsg.): Silber und Salz. Zur Frühzeit der Photographie im deutschen Sprachraum (1839–1870). Agfa Foto-Historama/Edition Braus, Köln/Heidelberg 1989, ISBN 3-925835-65-2.
- Räume oder Das museale Zeitalter. DuMont Buchverlag, Köln 1990, ISBN 3-7701-2557-6.
- Die unsichtbaren Lager. Das Verschwinden der Vergangenheit im Gedenken. (Schriftenreihe der Arbeitsstelle zur Vorbereitung des Frankfurter Lern- und Dokumentationszentrums des Holocaust, Band 6). Rowohlt, Reinbek bei Hamburg 1993, ISBN 3-499-19388-4.
- Verspielt. Fotografien für Kinder. In Erinnerung an Edward Steichens The First Picture Book. Edition Braus, Heidelberg 2000, ISBN 3-926318-71-6.
- Fassade.Köln. Fotografien. Emons Verlag, Köln 2005, ISBN 3-89705-380-2.
- Fassade.Köln. Texte. Emons Verlag, Köln 2006, ISBN 3-89705-429-9.
- mit Andreas Schwarting: Das Verschwinden der Revolution in der Renovierung. Die Geschichte der Gropius-Siedlung Dessau-Törten (1926–2011). Gebr. Mann Verlag, Berlin 2011, ISBN 3-7861-2646-1.
- mit Wolfgang Vollmer: Köln vor dem Krieg. Leben-Kultur-Stadt (1880–1940). Greven Verlag, Köln 2012, ISBN 978-3-7743-0482-6.
- mit Wolfgang Vollmer: Köln nach dem Krieg. Leben-Kultur-Stadt (1950–1990). Greven Verlag, Köln 2014, ISBN 978-3-7743-0628-8.
- August Sanders ›Köln wie es war‹ – Eine Revision. Greven Verlag, Köln 2016, ISBN 978-3-7743-0666-0.
- mit Wolfgang Vollmer: Köln und der Krieg. Leben-Kultur-Stadt (1940–1950). Greven Verlag, Köln 2016, ISBN 978-3-7743-0667-7.
- Fotografien verstehen. (Schriftenreihe des Alligator. Art and Science e. V.) hrsg. von Bernd Stiegler, Verlag der Buchhandlung Walther König, Köln 2017, ISBN 978-3-86335-990-4.
- mit Steffen Siegel und Bernd Stiegler (Hrsg.): Wolfgang Schulz und die Fotoszene um 1980. Spector Books, Leipzig 2019, ISBN 978-3-95905-282-5.
- mit Wolfgang Vollmer: Köln von Anfang an. Leben-Kultur-Stadt bis 1880. Greven Verlag, Köln 2020, ISBN 978-3-7743-0923-4.
- Draußen im Westen muss die Freiheit wohl grenzenlos sein. 144 Häuser der Kölner Siedlung am Egelspfad. Hyper Focus Books, Köln 2023.
- Köln. (mit Texten von Anna Mair) Greven Verlag, Köln 2023.
- mit Heribert Prantl und Wolfgang Vollmer: Die Bonner Republik, Vier Jahrzehnte Westdeutschland | 1949–1990. Greven Verlag, Köln 2024.

## Einzelausstellungen (Auswahl)
- 1979: Zivilisierte Landschaften, Produzentengalerie Mönchengladbach; Fotogalerie Glasherz, Köln
- 1985: George Eastman House International Museum of Photography and Film, Rochester, New York
- 1990: Räume oder Das museale Zeitalter, Agfa Foto-Historama im Wallraf-Richartz-Museum/Museum Ludwig, Köln; Kulturzentrum Scheune, Dresden; Stadtmuseum Landeshauptstadt Düsseldorf
- 1993 ff: Die unsichtbaren Lager, Wanderausstellung des Fritz-Bauer-Instituts, Stationen: Frankfurt; Oranienburg, Hamburg, Hohenems (Österreich), Weimar, München, Leipzig, Göttingen, Vaihingen/Enz, Hambacher Schloß, Innsbruck, Siegen, Nürnberg, Berlin, Graz, Rotterdam, Köln, Hannover, Bergheim, Bergisch Gladbach
- 1998 ff: Menschen, Engel, Ungeheuer – 750 Jahre Kölner Dom. (mit Axel Schenk), Domforum Köln, Wanderausstellung des Goethe-Instituts zum Domjubiläum; Stationen u. a. Tokyo, Kyoto, Peking, fünf Stationen in Großbritannien, Sidney und Turin
- 2000: Verspielt. Fotografien für Kinder, Museum für Kunst und Gewerbe Hamburg; Brotfabrik Berlin
- 2005 ff: Fassade.Köln. Forum für Fotografie, Köln; Goethe-Institut Madrid, San Sebastian, Kulturhaus Guernica
- 2011: Das Verschwinden der Revolution in der Renovierung. Die Geschichte der Gropius-Siedlung Dessau-Törten, Meisterhaus Muche, Dessau
- 2019: Historische Blätter, Kunstverein kjubh, Köln
- 2023: Draußen im Westen muss die Freiheit wohl grenzenlos sein. Die Kölner Siedlung am Egelspfad, Petershof, Köln-Müngersdorf